# Departamento Pico Salamanca
Pico Salamanca fue un departamento de la Zona Militar de Comodoro Rivadavia, Argentina, existente entre 1944 y 1955.
El departamento tenía una superficie de aproximadamente 6280 kilómetros cuadrados y su nombre se debía a la elevación homónima. Su cabecera era Pampa Salamanca. Limitaba al norte con el departamento Camarones, al oeste con el departamento Sarmiento, al sur con el departamento Comodoro Rivadavia y al este con el Océano Atlántico.

## Población e historia
En el censo de 1947 tenía una población de 628 habitantes, todos ellos registrados como población rural, de los cuales eran 449 hombres y 179 mujeres.
Con la disolución de la Zona Militar en 1955 forma parte del departamento Escalante de la provincia del Chubut.

## Localidades
- Pampa Salamanca
- Rocas Coloradas
- Puerto Visser
- Bahía Bustamante
- Río Chico
- Manantiales Behr
- Cañadón Ferrays
- Quinta Salamanca
- Estancia Los Manantiales